# Rhodacaroidea
Rhodacaroidea Oudemans, 1939 é uma superfamília de ácaros da ordem Mesostigmata que contém seis famílias e mais de 500 espécies.

## Taxonomia
A superfamília Rhodacaroidea inclui as seguintes famílias:
- Digamasellidae Evans, 1957
- Euryparasitidae Antony, 1987
- Laelaptonyssidae Womersley, 1956
- Panteniphididae Antony, 1987
- Ologamasidae Ryke, 1962
- Rhodacaridae Oudemans, 1902